# MRNIP
MRNIP (англ. MRN complex interacting protein) – білок, який кодується однойменним геном, розташованим у людей на короткому плечі 5-ї хромосоми. Довжина поліпептидного ланцюга білка становить 343 амінокислот, а молекулярна маса — 37 743.
| 10         |  | 20         |  | 30         |  | 40         |  | 50         |
| ---------- |  | ---------- |  | ---------- |  | ---------- |  | ---------- |
| MASLQRSRVL |  | RCCSCRLFQA |  | HQVKKSVKWT |  | CKACGEKQSF |  | LQAYGEGSGA |
| DCRRHVQKLN |  | LLQGQVSELP |  | LRSLEETVSA |  | SEEENVGHQQ |  | AGNVKQQEKS |
| QPSESRWLKY |  | LEKDSQELEL |  | EGTGVCFSKQ |  | PSSKMEEPGP |  | RFSQDLPRKR |
| KWSRSTVQPP |  | CSRGVQDSGG |  | SEVAWGPQKG |  | QAGLTWKVKQ |  | GSSPCLQENS |
| ADCSAGELRG |  | PGKELWSPIQ |  | QVTATSSKWA |  | QFVLPPRKSS |  | HVDSEQPRSL |
| QRDPRPAGPA |  | QAKQGTPRAQ |  | ASREGLSRPT |  | AAVQLPRATH |  | PVTSGSERPC |
| GKTSWDARTP |  | WAEGGPLVLE |  | AQNPRPTRLC |  | DLFITGEDFD |  | DDV        |

A: Аланін

C: Цистеїн

D: Аспарагінова кислота

E: Глутамінова кислота

F: Фенілаланін

G: Гліцин

H: Гістидин

I: Ізолейцин

K: Лізин

L: Лейцин

M: Метіонін

N: Аспарагін

P: Пролін

Q: Глутамін

R: Аргінін

S: Серин

T: Треонін

V: Валін

W: Триптофан

Кодований геном білок за функцією належить до фосфопротеїнів. 
Задіяний у таких біологічних процесах, як пошкодження ДНК, репарація ДНК, альтернативний сплайсинг, поліморфізм. 
Локалізований у ядрі.